# Twitter, Inc.
Twitter, Inc. fue una empresa de comunicaciones estadounidense que operaba varias plataformas de redes sociales, entre las que destacaban Twitter (ahora X), Vine y Periscope. La empresa fue fundada en 2006 por Jack Dorsey, Noah Glass, Biz Stone y Evan Williams, quienes inicialmente trabajaron en un proyecto de podcasting llamado Odeo.
Tras entrar en bolsa en noviembre de 2013 y consolidarse como la empresa con una de las plataformas de redes sociales más populares, el 25 de abril de 2022 la junta directiva de Twitter, Inc anunció que se convertiría en privada tras aceptar una oferta de compra de Elon Musk, uno de los acuerdos más grandes de este tipo. El 8 de julio de 2022, Musk rescindió el contrato y, como resultado, la empresa emprendió acciones legales contra Musk para que cerrara el trato inicial, lo que derivó en una demanda en su contra en el Tribunal de Cancillería de Delaware el 12 de julio de 2022. Musk anunció su intención de cerrar el acuerdo según lo acordado el 4 de octubre de 2022, con un precio de 54,20 dólares por acción, equivalente a una compra de 44.000 millones de dólares.
El 26 de octubre de 2022, Elon Musk publicó en su cuenta de Twitter un vídeo en el que se le veía en las oficinas de Twitter, lo que confirmaría la compra de la empresa por parte del multimillonario. El acuerdo se cerró el 28 de octubre de 2022, convirtiendo a Musk en propietario de la empresa y suspendiendo su cotización en bolsa.
En abril de 2023, la empresa fue renombrada y sucedida por X Corp.

## Historia

### 2006-2007: creación y primeras reacciones

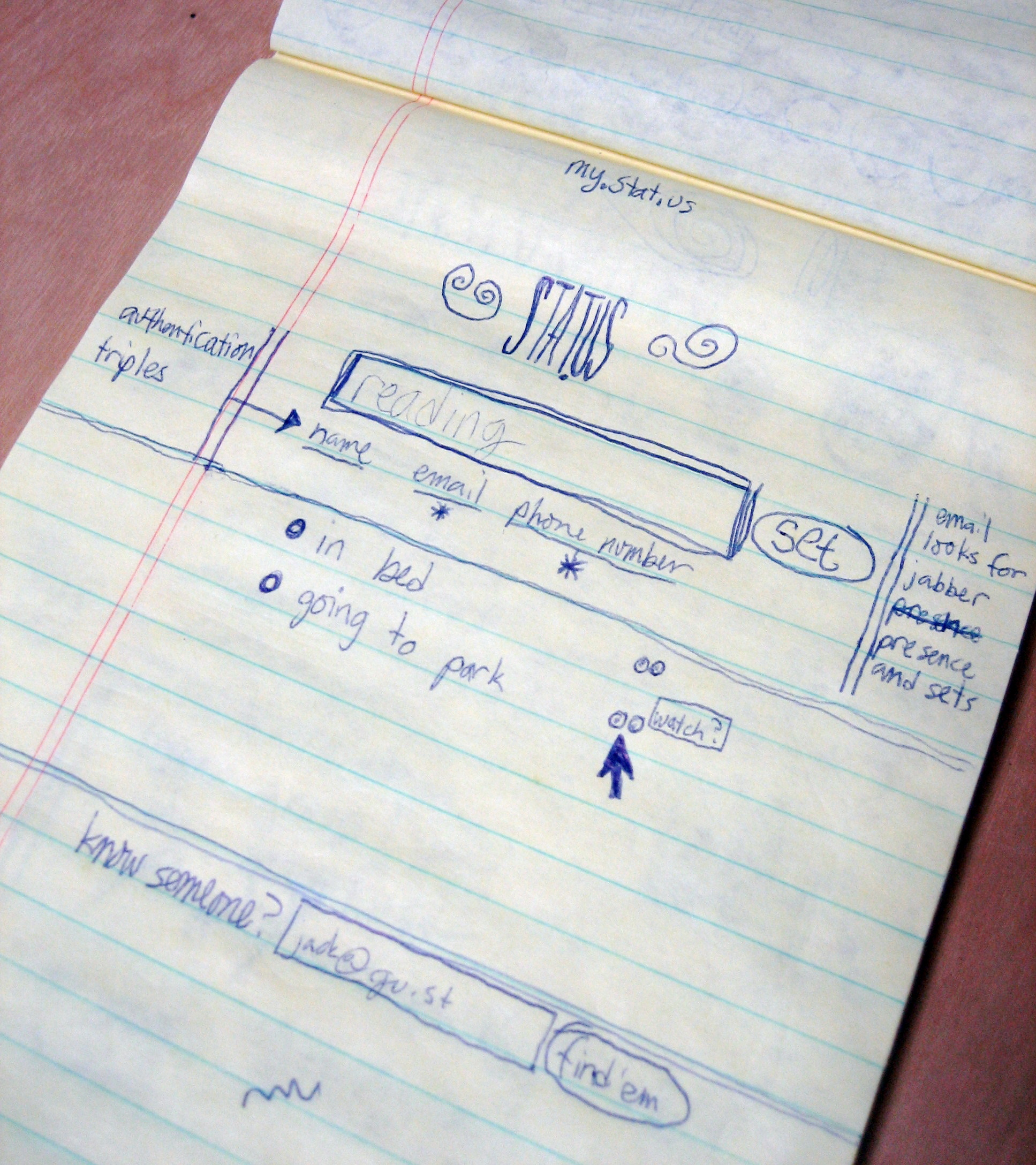
Borrador, c. 2006, de Jack Dorsey, en el que se representaba una red social basada en SMS.

Twitter surge de una sesión de lluvia de ideas que mantuvieron los directivos de la compañía Odeo, una pequeña empresa de podcasts. Jack Dorsey, en ese momento un estudiante de pregrado en la Universidad de Nueva York, introdujo la idea de un servicio de SMS que permitiera a un usuario comunicarse con un pequeño grupo de personas. El proyectó comenzó el 21 de marzo de 2006, cuando Dorsey publicó el primer tuit a las 12:50p.m PT (UTC–08:00): «just setting up my twttr» («terminando de configurar mi twttr»). El primer prototipo de Twitter, desarrollado por Dorsey y el contratista Florian Weber, fue usado como un servicio interno para los trabajadores de Odeo. La versión oficial se hizo pública el 15 de julio de 2006. En octubre de 2006, Biz Stone, Evan Williams, el propio Dorsey y otros miembros de Odeo crearon la empresa Obvious Corporaton y compraron Odeo, junto a sus activos –incluyendo Odeo.com y Twitter.com–. Twitter, Inc. se formó oficialmente en abril de 2007. El punto de inflexión en la popularidad de Twitter fue en la conferencia de South by Southwest (SXSW) en 2007. Durante el evento, el uso de Twitter aumentó de 20.000 tuits diarios a más de 60.000. Steven Levy, periodista de Newsweek, remarcó que «La gente de Twitter, de forma muy inteligente, puso dos televisiones de plasma de 60 pulgadas en los pasillos de la conferencia, retransmitiendo exclusivamente mensajes de Twitter». La reacción a la conferencia fue muy positiva y el bloguero Scott Beale dijo que Twitter «gobernó absolutamente» el SXSW. 

### 2007-2022: crecimiento
En abril de 2012, Twitter anunció la apertura de una oficina en Detroit, con la intención de llegar a acuerdos con empresas automotrices y agencias de publicidad. Twitter se expandió también con una oficina en Dublín y, el 12 de diciembre de 2012, anunció que había sobrepasado los 200 millones de usuarios activos mensuales. 
La empresa entró en la Bolsa de Nueva York el 13 de noviembre de 2013.
En septiembre de 2016, las acciones de Twitter subieron un 20% tras la publicación de un informe de que se habían recibido propuestas de adquisición de la empresa. Los compradores potenciales fueron Alphabet (empresa matriz de Google), Microsoft, Salesforce, Verizon y The Walt Disney Company. La junta directiva de Twitter estaba abierta a un acuerdo, que podría haber llegado a finales de 2016. Sin embargo, se anunció que todos los potenciales compradores decidieron retirar sus ofertas debido, en parte, a la preocupación por el abuso y acoso en el servicio.
En junio de 2017, Twitter decidió renovar su interfaz para mejorar la experiencia de usuario.
En abril de 2021, Twitter anunció que sus oficinas en África se establecerían en Ghana.
En enero de 2022, Twitter vendió MoPub (su red publicitaria móvil) a AppLovin. El acuerdo se anunció en octubre de 2021, y el precio de la venta fue de 1,05 mil millones de dólares.
El 10 de abril de 2023, se filtró un documento del Tribunal del Distrito Sur de Florida que mostraba que Twitter, Inc. dejaría de existir y que X Corp. sería la empresa sucesora.

### 2022: propuesta de compra de Elon Musk
El magnate multimillonario Elon Musk reveló que había comprado el 9,1% de las acciones de Twitter por 2,64 mil millones de dólares el 4 de abril de 2022. En respuesta a ello, las acciones de Twitter aumentaron en un 27% y las acciones de la empresa experimentaron el mayor aumento intradiario desde su salida en bolsa en 2013. A Musk se le ofreció un puesto en la junta directiva de Twitter como parte del acuerdo que le prohibía adquirir más del 14,9% de la empresa. Sin embargo, Musk rechazó el puesto el 9 de abril de 2022.
El 14 de abril realizó la oferta de comprar Twitter por 43 mil millones de dólares y privatizar la empresa, alegando la importancia de la libertad de expresión. En una interview en TED, Musk mostró poco interés en luchar contra la censura en Internet, alegando que «Twitter debería cumplir las leyes del país». En cambio, la preocupación de Musk por la libertad de expresión apuntaban mayoritariamente a la política de moderación de Twitter. La junta directiva de Twitter introdujo el 15 de abril la estrategia de «píldora envenenada», que permitiría a los accionistas comprar acciones adicionales en caso de que ocurriera una oferta pública de adquisición (OPA), como medio para bloquear la compra de Musk. El 20 de abril de 2022 Musk ofreció una OPA de 46,5 mil millones de dólares para comprar Twitter y el 25 de octubre de 2022 se anunció que la empresa estaría preparada para aceptar la oferta de Musk, confirmando la junta directiva su decisión al día siguiente.
Musk afirmó que su primer plan era convertir en código abierto el algoritmo de clasificación de tuits en la cronología de la red social, con el objetivo de aumentar la transparencia. También confirmó su intención de eliminar los bots de spam y verificar a todos los humanos reales.
El 8 de julio de 2022, Musk anunció que cerraba de forma unilateral el acuerdo de adquisición de la empresa, alegando «incumplimiento material» por parte de Twitter de varias partes del acuerdo, al negarse a cumplir con las solicitudes de Musk de informar del porcentaje de cuentas falsas (bots) y despedir a altos cargos de la empresa. En respuesta, el presidente de la junta directiva, Bret Taylor, se comprometió a emprender acciones legales contra el magnate en el Tribunal de Cancillería de Delaware, para obligar a Musk a comprar la empresa. El 10 de julio de 2022 contrató al bufete de abogados Wachtell, Lipton, Rosen & Katz incluyendo a los «abogados clave» William Savitt y Leo Strine. Musk volvió a contratar los servicio es de Quinn Emanuel Urquhart & Sullivan, bufete que ya le había defendido en el caso Unsworth v. Musk y SEC v. Musk. Twitter anunció formalmente la denuncia contra Musk el 12 de julio de 2022. El 13 de septiembre, los accionistas de Twitter votaron a favor de aprobar la adquisición de la compañía por parte de Musk.

### 2022: compra de Elon Musk y cambios realizados

Larry, el pájaro azul, icónico logo de la empresa que fue oficial desde 2012 hasta 2021, cuando fue cambiado por uno similar al de la criptomoneda dogecoin.

El 4 de octubre de 2022, se anunció que Musk se disponía a cerrar el trato original con un precio de $54,20 por acción. El 26 de octubre de 2022, Elon Musk publicó en su cuenta de Twitter un vídeo en el que se le veía en las oficinas de Twitter, lo que confirmaría la compra de la empresa por parte del multimillonario. El 28 de octubre se formalizó el acuerdo de compra por 44 mil millones de dólares.
La primera decisión de Musk como propietario de la empresa fue el despido de toda su junta directiva –incluyendo al hasta entonces director ejecutivo Parag Agrawal y su presidente Bret Taylor– y del 50% de la plantilla, alegando que "Twitter pierde 4 millones de dólares al día". Esta decisión llevó a los empleados afectados a demandar colectivamente a Musk ante la corte federal de San Francisco por, supuestamente, incumplir la ley que obliga a anunciar con 60 días de antelación despidos de más de 50 trabajadores. Los trabajadores anunciaron su despido a través de sus cuentas en la red social, denunciando que se enteraron a través de un correo electrónico en su cuenta personal, ya que habían dejado de tener acceso a sus correos electrónicos y dispositivos corporativos. Los empleados de Twitter España anunciaron el 5 de noviembre de 2022 que toda la plantilla de la filial española había sido despedida, a excepción de tres trabajadores.
Otro cambio que anunció el propio Musk fue su plan de reformar el sistema de verificación, permitiendo a los usuarios obtener la insignia azul mediante una suscripción al servicio de pago Twitter Blue, que inicialmente solo estaba disponible en Estados Unidos, Canadá y Nueva Zelanda, por un precio de $5 mensuales. En un primer momento anunció que la suscripción al servicio sería de $20 al mes, retractándose poco después y fijando un precio final de $8. Con el tiempo se ha extendido a más países como España por 8€. Los actuales perfiles verificados tendrían un total de 90 días para suscribirse al servicio antes de perder su insignia de verificación. El 5 de noviembre de 2022 se actualizó la app de Twitter para incluir este nuevo servicio, aunque empleados de la red social anunciaron que no se implementaría hasta el 7 de noviembre. El 6 de noviembre de 2022, varios empleados que estarían trabajando en el nuevo servicio de Twitter Blue confirmaron que habrían retrasado el lanzamiento del mismo al 9 de noviembre, un día después de las elecciones de medio mandato de Estados Unidos, por miedo a la creación de cuentas falsas verificadas que pudieran publicar información engañosa que afectara al resultado de las elecciones. Cuando el servicio fue lanzado se detectaron casos de suplantación de identidad. En la primera reunión entre los empleados de Twitter y Musk, este les manifestó su intención de ofrecer servicios financieros en Twitter con la intención de convertirla en «la institución financiera del pueblo», además de disponer en Twitter el formato de videos cortos y les informó sobre el nuevo ritmo de trabajo que calificó que tenía que tener un «sentido de urgencia maníaco».
El 17 de noviembre de 2022, tras el correo electrónico enviado por Musk al personal notificando de jornadas intensivas en el que solo estarían aquellos que desempeñen bien y el que no quisiera participar que se fuera, decenas de empleados abandonaron la empresa acabando con 238 empleados. Elon cerró las oficinas hasta el 21 de Noviembre y prohibió a todos los que no aceptaron dicho correo ir a trabajar para evitar saboteos. Este movimiento resultó en fallos que provocaron una caída mundial de la red social durante varios minutos.
A finales de febrero del 2023 la compañía empleaba menos de 2000 empleados, un descenso de los alrededor de 7500 empleados que tenía al momento de la compra de Elon Musk.
En abril de 2023, Christian Dowell, un abogado senior en Twitter, presentó su renuncia de la compañía.

## Servicios

### Twitter
Twitter (ahora X) es una red social de microblogueo en la que los usuarios publican e interactúan con mensajes conocidos como «tweets»(ahora llamados «posts»).

### Servicios antiguos

#### Vine
El 5 de octubre de 2012, Twitter compró una empresa de clips de vídeo llamada Vine que fue introducida en enero de 2013. Twitter lanzó Vine como una aplicación independiente que permitía a los usuarios crear y compartir vídeos de seis segundos que se repetían en bucle, y podían verse desde los perfiles de Twitter de los usuarios. El 27 de octubre de 2016, Twitter anunció que deshabilitaría todas las subidas de nuevos vídeos, pero que mantendría la posibilidad de ver y descargar vídeos ya existentes. El 20 de enero de 2017, Twitter publicó un archivo con todos los vídeos que se hubieran publicado en Vine; y fue oficialmente descontinuado en abril de 2019.

#### Periscope
El 13 de marzo de 2015, Twitter anunciaba la adquisición de Periscope, una aplicación que permitía retransmitir vídeos en directo, que fue publicada el 26 de marzo de 2015. Debido al poco uso de la aplicación y los altos costes de mantenimiento de la misma, el servicio fue descontinuado el 31 de marzo de 2021 e incorporado directamente a Twitter.

#### Crashlytics y Fabric
Twitter adquirió Crashlytics, una herramienta de reporte de errores para desarrolladores, el 28 de enero de 2013, por más de 100 millones de dólares, su mayor compra hasta el momento.
En octubre de 2014, Twitter anunció Fabric, una suite de herramientas creada alrededor de Crashlytics. Fabric juntó al mismo tiempo Crashlytics, Answers (aplicación web de analíticas), Beta (aplicación web de distribución), Digits (aplicación de servicios de autenticación), MoPub y TwitterKit (inicio de sesión con Twitter y funcionalidades de muestra de tuits), dentro de un solo kit de desarrollo de software, permitiendo a los desarrolladres elegir las características y funcionalidades que necesitaran al mismo tiempo que garantizaban la instalación y compatibilidad. Fabric se implementó en más de mil millones de dispositivos sólo ocho meses después de su lanzamiento. A principios de 2016, Twitter anunció que Fabric estaba presente en más de 2 mil millones de dispositivos y era usado por más de 225.000 desarrolladores. Fabric está reconocida como la primera herramienta de reporte de errores y también la primera herramienta de análisis móvil en el Top 200 de iOS, superando a Google Analytics, Flurry y MixPanel.
En enero de 2017, Google anunció la compra de Fabric y la integró en su plataforma Firebase.

### Revue
Revue fue un servicio (gratuito y de pago) que permitía a escritores crear boletines informativos (newsletters). Fue fundada en Países Bajos en 2015 y adquirida por Twitter el 26 de enero de 2021.

## Adquisiciones
El 11 de abril de 2010, Twitter adquirió Atebits, desarrolladores del cliente Tweetie, para Mac y iPhone.
El 28 de enero de 2013, Twitter adquirió Crashlytics, con la intención de crear sus herramientas de desarrollo. En agosto de 2013 adquirió Trendrr, seguida por la compra de MoPub, el 9 de septiembre de 2013.
El 4 de junio de 2014, Twitter anunció que compraba Namo Media, una firma tecnológica especializada en publicidad nativa para dispositivos móviles. El 19 de junio de 2014, anunció que había llegado a un acuerdo para comprar SnappyTV, un servicio que ayudaba a editar y compartir vídeos de retransmisiones televisivas.
El 11 de febrero de 2015, Twitter anunció que había adquirido Niche, una red de publicidad para celebridad de internet, fundada por Rob Fishman y Darren Lachtman. El precio de adquisición fue de 50 millones de dólares.
En noviembre y diciembre de 2021, Twitter adquirió e inmediatamente cerró dos de sus competidores: Threader.app, un servicio que convertía Twitter en una página web accesible para su lectura y Quill, un servicio de mensajería. Los usuarios de Threader.app fueron emplazados a suscribirse a Twitter Blue, que por el momento solo está disponible en algunos países.

## Liderazgo

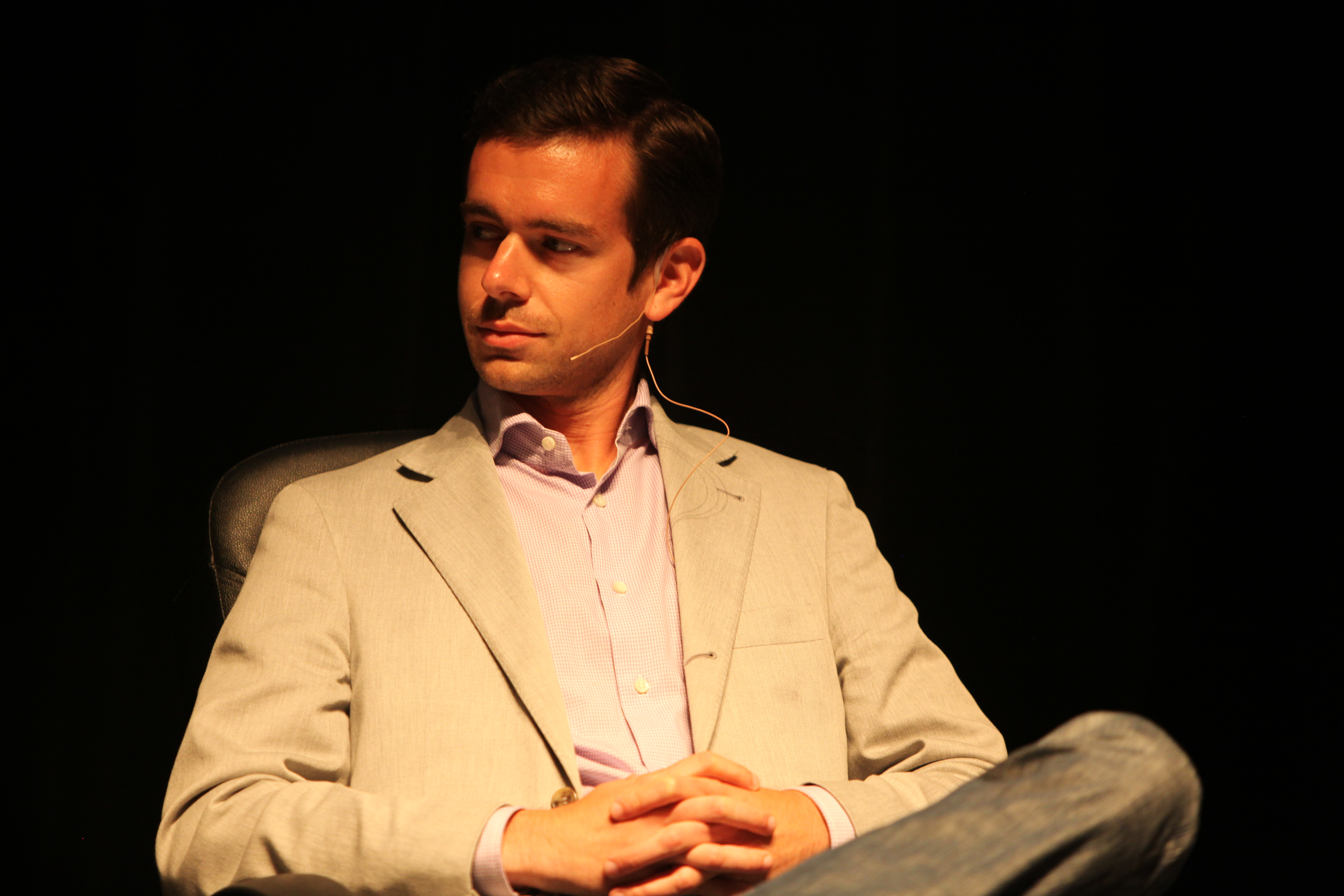
Jack Dorsey, cofundador y director ejecutivo, en 2009.

Como director ejecutivo, Jack Dorsey vio la puesta en marcha de la empresa a través de dos rondas de financiación de capital por parte del capital emprendedor que apoyaron la empresa. El 16 de octubre de 2008, Williams asumió el cargo de director ejecutivo y Dorsey se convirtió en presidente de la junta directiva. El 4 de octubre e 2010, Williams anunció que dejaba el cargo. Dick Costolo, exdirector de operaciones, se convirtió en director ejecutivo de la empresa. El 4 de octubre de 2010, Williams anunció que se quedaría en la empresa y «estaría completamente centrado en la estrategia de producto».
Según The New York Times, «Mr. Dorsey y Mr. Costolo forjaron una relación cercana», durante la ausencia de Williams. Según PC Magazine, Williams «ya no estaba involucrado en los asuntos cotidianos de la empresa». Se enfocó en desarrollar una nueva startup, y pasó a formar parte de la junta directiva de Twitter, prometiendo «ayudar en cualquier cosa». Dorsey volvió a Twitter en marzo de 2011 como presidente y encargado de desarrollo de productos. Dividió su agenda con Square (donde era –y sigue siendo– director ejecutivo), cuyas oficinas estaban a escasos metros de las de Twitter en San Francisco.
El 10 de junio de 2015, Twitter anunció que Dick Costolo renunciaría como director ejecutivo el 1 de julio de 2015. El 14 de octubre de 2015, el antiguo jefe de negocios de Google, Omid Kordestani, se convirtió en jefe de la compañía, reemplazando a Dorsey, que continuaba como director ejecutivo.
En febrero de 2020, se informó de que Elliot Management Corporation había adquirido una gran participación de las acciones de Twitter, y se esperaba que el defensor del Partido Republicano Paul Singer buscara la destitución de Dorsey como director ejecutivo. Twitter acordó nombrar un nuevo director ejecutivo y dos miembros de la junta y recomprar acciones por más de 2 mil millones de dólares.
Dorsey renunció como director ejecutivo el 29 de noviembre de 2021 y fue reemplazado por Parag Agrawal.

### Lista de presidentes
1. Jack Dorsey (2008–2015)
2. Omid Kordestani (2015–2020)
3. Patrick Pichette (2020–2021)
4. Bret Taylor (2021–2022)

### Lista de directores ejecutivos
1. Jack Dorsey (2006–2008)
2. Evan Williams (2008–2010)
3. Dick Costolo (2010–2015)
4. Jack Dorsey (2015–2021)
5. Parag Agrawal (2021–2022)
6. Elon Musk (interino) (2023-2024)

## Finanzas
| Year | Ingresos               | Beneficio netos        | Activos totales        | Empleados |
| Year | en millones de dólares | en millones de dólares | en millones de dólares | Empleados |
| ---- | ---------------------- | ---------------------- | ---------------------- | --------- |
| 2010 | 28                     | –67                    | 0                      | –         |
| 2011 | 106                    | –164                   | 721                    | –         |
| 2012 | 317                    | −79                    | 832                    | 200       |
| 2013 | 665                    | −645                   | 3366                   | 2712      |
| 2014 | 1,403                  | −578                   | 5583                   | 3638      |
| 2015 | 2,218                  | −521                   | 6442                   | 3898      |
| 2016 | 2,530                  | −457                   | 6870                   | 3583      |
| 2017 | 2,443                  | −108                   | 7412                   | 3372      |
| 2018 | 3,042                  | 1,206                  | 10.163                 | 3900      |
| 2019 | 3,459                  | 1,466                  | 12.703                 | 4900      |
| 2020 | 3,716                  | −1,136                 | 13.379                 | +5500     |
| 2021 | 5,077                  | −221                   | 14.060                 | +7500     |